# Čierny Balog
Čierny Balog es un municipio situado en el distrito de Brezno, en la región de Banská Bystrica, Eslovaquia. Tiene una población estimada, a inicios del año 2023, de 4947 habitantes.
Está ubicado al noreste de la región, cerca del curso alto del río Hron —un afluente izquierdo del Danubio— y de la frontera con las regiones de Žilina y Prešov.

## Demografía
| Año        | 1994 | 2004    | 2014    | 2024    |
| ---------- | ---- | ------- | ------- | ------- |
| Población  | 5109 | 5155    | 5185    | 4916    |
| Diferencia |      | +0,90 % | +0,58 % | −5,18 % |

| Año        | 2023 | 2024    |
| ---------- | ---- | ------- |
| Población  | 4947 | 4916    |
| Diferencia |      | −0,62 % |